# Облицювальний камінь у Дніпропетровській області
Для одержання облицювального каменю  в Дніпропетровській області використовуються вивержені (інтрузивні і ефузивні) гірські породи. 

## Загальний опис
Придатність порід для використання їх як облицювального каменю визначається їхніми фізико-механічними властивостями. Істотне значення має мінеральний і хімічний склад, а також структура каменю.
Облицювальний камінь використовується в вигляді блоків для виготовлення монументтів, скульптур, архітектурно-будівельних деталей (орнаментів, барельєфів, колон) або в вигляді плит з різною фактурою поверхні для зовнішнього і внутрішнього облицювання стін будівель і споруд, як електрощити і для покриття долівок.
Для одержання облицювальних матеріалів використовуються різні гірські породи, що мають декоративні властивості. З твердих, міцних і морозостійких порід (граніт, діорит, лабрадорит, габро, базальт і ін.) одержують матеріали, що використовуються для зовнішнього облицювання будівель, влаштування сходів та площадок, парапетів та плит для настилу долівок в приміщеннях з інтенсивним рухом людських потоків.
Якість декоративно-облицювальних каменів визначається згідно з ДЕСТ 9479-84 “Блоки з природного каменю для виробництва облицювальних виробів. Технічні умови”. Стандарт поширюється на блоки, видобуваємих з масиву гірських порід і призначених для виготовлення облицювальних плит і архітектурно-будівельних виробів по відповідним стандартам і технічним умовам.
Блоки характеризуються формою, довжиною, шириною, висотою і об’ємом, якістю поверхні, фізико-механічними властивостями породи блоку, відокремленого від масиву (моноліту). Крім того, вихідну породу оцінюють петрографічною характеристикою, декоративними і фізичними властивостями.
Блоки повинні мати форму прямокутного паралелепіпеду чи близьку до нього – ширину і висоту від 0,2 до 2,0 м, довжину до 2,8 м (більше по домовленості з споживачем).
По об’єму блоки підрозділяються на п’ять груп: I – понад 4,5 до 8 м3; II – понад 2,0  до 4,5 м3; III – понад 1,0 до 2,0 м3; IV – понад 0,4 до 1,0 м3;  V – понад 0,01 до 0,4 м3. 
По домовленості зі споживачем допускається випуск блоків групи I об’ємом понад 8 м3.
Для оцінки каменю як облицювального визначається об’ємна маса, щільність, пористість, водопоглинання, коефіцієнт водонасичення, межа міцності при стисканні в сухому і в насиченому водою стані, морозостійкість, коефіцієнт розм’якшення, стираємість, коефіцієнт зниження міцності при насиченні водою.
Лімітуються такі показники:
межа міцності на стискання в сухому стані для граніту повинна бути не менше 800 кгс/см2;
марка по морозостійкості не менше Мрз 50;
коефіцієнт зниження міцності при насиченні водою не менше 0,8.
До блоків, використовуємих для виробництва виробів для внутрішнього облицювання вимоги до морозостійкості не висуваються.
До блоків, що використовуються для виробництва облицювальних матеріалів, які застосовуються для східців і підлоги, висувають вимоги до стираємості.
Стираність повинна бути не більше 2,2 г/см2 при інтенсивності руху менше 500 чол/год., 1,5 г/см2 – 500-1 000 чол/год. і більше 0,5 г/см2 – більше 1 000 чол/год.
Облицювальні матеріали в Дніпропетровський області представлені кудашівськими плагіогранитами і токовськими гранітами дніпропетровського комплексу гранітоїдів архею.
Кудашівські плагіогранити порфиробластичні, сірі, мають однорідний, стабільний в процентному відношенні склад породотвірних мінералів: плагіоклаз – 35%, калієвий польовий шпат – 25%, кварц – 30%, біотит – 6,5%, рогова обманка – 2,5%, вторинні мінерали – 0,6%, акцесорні мінерали – 0,7%.
Кудашівські плагіограніти є  частиною Кудашівського масиву, які являють поле гранітоїдів невизначеної форми. Характерною особливістю є складний генезис, в якому значна роль належить процесам метасоматичної мікроклінізації. Часто спостерігаються взаємі переходи до мігматитів і наявність останців і ксенолітів гранітизованих порід (елементи гнейсовидної структури).
Граніти Токівського масиву представлені середньо-дріброзернистими різницями, сірувато-рожевого і сірувато-червоного кольору, інколи порфіровидними за рахунок розвитку більш крупних зерен калієвого польового шпату і плагіоклазу, частіше рівномірнозернисті, масивні. Мінеральний склад токівських гранітів не відзначається постійністю і видержаністю і плагіоклаз (альбіт-анортитового складу) 12-50%, в ср. 30,8%; мікроклін і ортоклаз 12-65%, в ср. – 33,8%, кварц 12-65%, в ср. 30,4%, біотит 0,2-8%, в ср. 3%. В асоціації з біотитом знаходяться звичайно вторинні мінерали: серицит, епідот, хлорит; а також акцесорні – сфен, ортіт, апатит, циркон; рудні – магнетит, сульфіди.
Розробляються Кудашівське і Токівське родовища облицювальної сировини Дніпрорудпромом (ВО). 
На Токівському I родовищі вихід стандартних полірованих плит з 1 м3 блоків складає 14 м2. Вихід блоків I-IV групи з гірської  маси на Токовському і Кудашівському родовищах складає 30%.
Продукція Кудашівського і Токівських родовищ облицювального каменю розподіляється в цілому  по Україні, а також вивозиться в країни близького зарубіжжя.
Для забезпечення каменеоброблювальних підприємств області місцевою сировиною, різного кольорового спектру, ПГО “Південукргеологія” силами Новомосковської ГРЕ і Криворізької ГРЕ в 70-80 роках провело пошукові, пошуково-оціночні роботи (попередню розвідку) в Дніпропетровській області, в результаті виявлені загальні прогнозні ресурси 27,7 млн.м3 сировини.